# Alda Santos Victor
Alda Santos Victor (Aveiro, 1921 - Vagos, 2018) é uma das “Cinco Magníficas”, nome dado ao grupo de mulheres que em 1976, foram eleitas como presidentes de câmaras municipais, nas primeiras eleições autárquicas, após a Revolução dos Cravos de abril de 1974. Foi reeleita em mais duas ocasiões. 

## Biografia
Alda Santos Victor nasceu na antiga freguesia da Glória, no distrito de Aveiro, em 1921.  Casou com um magistrado em 1940 ,e viajou por todo o país, acompanhando-o nas suas várias missões durante 14 anos, antes de se mudar para Lisboa. O casal teve uma filha. 
Victor morreu em Vagos a 22 de agosto de 2018. 

## Carreira Política
Por altura das eleições autárquicas de 1976, recebeu uma delegação do CDS - Partido Popular, de centro-direita, de Vagos, concelho do distrito de Aveiro, que lhe pediu que considerasse a hipótese de se candidatar à presidência da Câmara. A preferência parece ter recaído sobre o seu marido, natural da aldeia de Soza, no concelho, mas como este tinha ligações ao Estado Novo, derrubado pela Revolução dos Cravos, foi impedido de se candidatar. Fez muito pouca campanha, não tinha experiência de falar em público e estava em casa, em Lisboa, quando soube que tinha sido eleita. Inicialmente, continuou a viver em Lisboa, devido ao trabalho do marido, deslocando-se todas as semanas a Vagos e regressando a Lisboa ao fim de semana. 
Victor tornou-se uma das chamadas “Cinco Magníficas”, as cinco mulheres que foram eleitas para presidir à Câmara Municipal em 1976. Para além dela, as outras eram Judite Mendes de Abreu, Francelina Chambel, Lurdes Breu e Odete Isabel. 
Como outros novos presidentes de câmara, ela descobriu que as condições eram muito más no seu município. Em todo o país, a água canalizada chegava a apenas 28% das casas, só 41% tinham eletricidade e 38% tinham ligação à rede de esgotos. Victor disse que se certificava de que tinha recebido dinheiro do governo para as novas obras antes de celebrar um contrato para o trabalho. Dessa forma, podia garantir o pagamento imediatamente após a conclusão da obra, o que fazia com que os empreiteiros se dispusessem a trabalhar para o município em ocasiões futuras. 
Apesar de ter sido reeleita em 1979, o CDS - Partido Popular não lhe pediu para concorrer às eleições de 1982, preferindo outro candidato, pelo que se filiou no Partido Popular Monárquico (PPM) e foi reeleita como candidata deste partido. No total cumpriu 3 mandatos. 

## Reconhecimento
Aquando da sua morte em 2018, a Assembleia da República emitiu um voto de pesar. 
O seu nome foi incluído  na toponímia da aldeia de Soza, no concelho de Vagos, no distrito de Aveiro. 

## Ligações Externas
- Arquivos RTP | Programa Autarquias 85: testemunhos de Alda Santos Víctor, Francelina Chambel e Maria de Lurdes Bréu  (1985)